# Démocrates D
Démocrates D est un groupe de rap hardcore français, originaire du quartier des Bosquets à Montfermeil. Fonctionnant sur le modèle d'un posse, le groupe voit le nombre de ses membres varier : le fondateur et leader Black Jack fédère autour de lui, selon les époques, les artistes suivants : Inspector L, Master Po, JL, Mickey Mossman, puis Madison, Chrysto, Okital ou encore Général Murphy.

## Historique
Originaire des Bosquets à Montfermeil, le groupe est fondé en 1989 par son leader Black Jack, de son vrai nom Hassane Soumahoro, et Inspector L, Master Po et JL ; ils sont produits par Mickey Mossman qui les développe et sont ensuite rejoints par Madison, Chrysto, Okital ou encore Général Murphy pour l’album « La voie du peuple » en 1995 . Le groupe confectionne une première démo, Censure, en 1991 qui est remarquée puis produite sous forme d'album cassette par Democrates D , étant interdite de paraître en France. Démocrates D a été distribué uniquement en Afrique  par Jimmy Productions, avec tes titres chocs intitulés * Liberté au peuples negres, Solution Black , Non politique… 
Démocrates D incarné par Black Jack, part en tournée dans une dizaine de pays en Afrique de l’Ouest, avec Mc Solaar,pendant plusieurs mois. Une tournée à succès pour le continent et toute sa jeunesse.
Le groupe gagne peu à peu en notoriété au travers notamment de l'émission RapLine, et via ses collaborations avec MC Solaar (sur le morceau Le Bien, le Mal avec Guru en 1993) où l’on retrouve la voix unique et puissante de Black Jack à l’introduction de ce Big hit rap jazz de Jazzmattazz, award de la meilleure collaboration US 
et Jimmy Jay (sur la compilation Les Cool Sessions, vol. 1). Mais la reconnaissance se fait sentir surtout à partir de 1994, lorsque le groupe sort le single Le Crime, puis en 1995 avec la sortie de l'album La Voie du peuple, produit en autre par Jimmy Jay, DJ Seeq et Hubert Blanc-Francard (« Boom Bass ») du groupe Cassius, qui lui vaut la une du magazine spécialisé de l'époque, L'Affiche. Dans les années 2000, Démocrates D incarné par Black Jack, écrit et compose * Si je meurs ce soir, en collaboration avec Mc Solaar dans l’album de celui-ci 
- 5ème As.

En 2001 , Black Jack signe avec Nathanel karmitz et Charles Gillibert chez Nada, une filière du Groupe MK2 Cinéma, qui pour la première fois, dans le 7eme art désireux de produire un artiste à la dimension de son style démocrates D .
L’album éponyme de Black Jack sort début 2003 chez MK2 Music/ Warner 
avec tes titres: Dans mon village,Encore  plus Fort, Dans ma Zone. Quelques prestigieux invités comme Mc Solaar , Lunatic avec Booba collabore à ce chef-d’œuvre.
En 2015, Democrates D Réédite sur le plateforme légale + collector vinyle 
- La voie du peuple

Un nouvel album de Democrates D a été plusieurs fois annoncés mais nombreuses fois reportés .

Près de vingt ans après ses débuts, le groupe est toujours reconnu par la presse musicale comme un groupe marquant du rap français et le journaliste musical Olivier Cachin classe l'album La Voie du peuple en 92e position de son ouvrage paru en 2006, Les 100 albums essentiels du Rap.

## Discographie

### Albums studio
- 1991 : Censure  - Democrates D prod, jungle station
- 1995 : La Voie du peuple - Wotre Music
- 2002 / 2003 : Black Jack, Éponyme - MK2 Cinéma/ Warner France
- 2015 : Réédition, La voie du peuple - Democrates D / Musicast- Believe

### Singles et maxis
- 1994 : Le Crime
- 1995 : L'Amour du risque
- 2002 : Diaspora d’Afrique
- 2003 : La Calavados
- 2011 : Guru - Tribute
- 2016 : Mc révolutionnaire - Democratesd / Musicast
- 2024 : Triste Meurtre
- 2024 : LA BANDE 2 GAZA

## Discographie des membres

### Albums
- 1995 : Inspector L - Double Jeux - Kayrra Productions
- 1996 : Madison & Chrysto – Engrenage mortel - Jimmy Jay Productions
- 2002 : Black Jack - Black Jack - MK2 Music

### Singles et maxis
- 1990 : sous le nom A.L.A.R.M.E - "Paris Black Night"(sur la compilation Rappattitude)
- 1993 : Mikey Moss-Moss – Touche pas à la drogue - Jimmy Jay Productions (sur la compilation Les Cool sessions)
- 1996 : Madison Le Bourreau & Chrysto Le Barbare - Victime du rap - Jimmy Jay Productions
- 2002 : Black Jack – Rap124c41 / Diaspora d'Afrique - MK2 Music